# Avenida Paseo Colón (Venezuela)
La Avenida Paseo Colón, conocida oficialmente como Paseo de La Cruz y El Mar, es una de las principales arterias viales de Puerto La Cruz y de la gran Barcelona, sirve de alivio al centro de Puerto La Cruz y es un símbolo de referencia para los habitantes del Municipio, comunica a la ciudad con la Marina de Los Canales de Lechería, por lo cual es considerada una ruta de carácter turístico, se localiza en el norte de la ciudad y bordea la Bahía de Pozuelos en casi todo su recorrido. Es conocida por bordear el Popular paseo de Mismo Nombre y por llevar a sitios de gran importancia como el Terminal de Ferris y el Parque Andrés Eloy Blanco. Esta avenida data de los años 40 y es una de las más antiguas de la ciudad, posee una prolongación que inicia en el Espigón hasta el Cruce con la Avenida Camejo Octavio, en su recorrido se topaba con la Popular Redoma de Cristóbal Colón (hoy Plaza La Cruz), la cual desapareció a mediados del 2000. La Avenida lleva a los sectores más populares del oeste de la ciudad como Los Cerezos y Oropeza Castillo, por ella transitan diariamente unos 2000 vehículos.